# Masayoshi Nagata
Masayoshi Nagata (japonès: 永田雅宜)  (Ōbu, 9 de febrer de 1927 - Kyoto, 27 d'agost de 2008) va ser un matemàtic japonès.

## Vida i Obra
Nagata va patir els efectes de la Segona Guerra Mundial que li van retrasaar els estudis secundaris, però va entrar a la universitat de Nagoya el 1947 i es va graduar en matemàtiques el 1950. El 1953 va ser nomenat professor de la universitat de Kyoto en la qual va rebre el títol de doctor en ciències el 1957. Es va retirar el 1990 passant a ser professor emèrit.
Nagata va fer aportacions importants en àlgebra commutativa i geometria algebraica i són especialment rellevants les seves construccions de contraexemples; concretament la construcció d'un anell d'invariants generat no finitàriament, amb el qual va resoldre el catorzè problema de Hilbert.